# Ousmane Farota
Ousmane Farota   (6 de desembre de 1964 - 26 de març de 2023) fou un futbolista malià de la dècada de 1990.
Fou internacional amb la selecció de futbol de Mali.
Pel que fa a clubs, destacà a Stade Malien.